# Comuna Kijewo Królewskie
Gmina Kijewo Królewskie este o comună (în poloneză: gmina) rurală în powiat Chełmno, voievodatul Cuiavia și Pomerania, Polonia.
Comuna acoperă o suprafață de 72,19 km² și are, potrivit datelor din anul 2006, o populație de 4.294.